# Kosheen
Kosheen es un grupo británico de música electrónica, trip hop y drum'n'bass formado en Bristol. El grupo está formado por la vocalista Sian Evans y por los productores Darren "Decoder" Beale y Mark "Substance" Morrison. El nombre de la banda es la unión de las palabras en japonés "viejo" (古, Ko) y "nuevo" (新, Shin).

## Historia

### Resist(1999 - 2002)
Su primer álbum, Resist fue lanzado en septiembre de 2001. El álbum se posicionó en el #8 en las listas de Reino Unido. Se lanzaron los sencillos "Suicide", "Hide U", "Catch", "Hungry" y "Harder".

### Kokopelli(2003 - 2005)
Su segundo álbum, Kokopelli fue lanzado en agosto de 2003. El nombre de este álbum viene de un dios mitológico llamado Kokopelli. El disco tiene un estilo distinto al de su álbum anterior, orientado más al rock electrónico y alejado del sonido techno de su álbum pasado. Kokopelli y su sencillo All In My Head obtuvieron la posición #7 en las listas de Reino Unido, superando a Resist, pero sin lograr vender muchas copias.

### Damage(2007-presente)
Su tercer álbum, Damage fue lanzado en marzo de 2007. La versión inglesa de Damage (lanzada en septiembre de 2007) incluye dos nuevas canciones llamadas "Analogue Street Dub" y "Professional Friend". El primer sencillo de Damage fue "Overkill", lanzado en marzo (Europa) y en agosto (Reino Unido).

## Discografía

### Álbumes de estudio
- Resist (2001)
- Kokopelli (2003)
- Damage (2007)
- Independence (2012)
- Solitude (2013)

### Sencillos
- "Yes Men" (1999)
- "Dangerous Waters" (1999)
- "Hide U"/"Empty Skies" (2000)
- "Catch" (2000)
- "Suicide" (2001)
- "Hide U (Remix)" (2001)
- "Catch (re-lanzado)" (2001)
- "Hungry" (2002)
- "Harder" (2002)
- "All In My Head" (2003)
- "Wasting My Time" (2003)
- "Avalanche" (2004)
- "Overkill" (2007)
- "Guilty" (2007)